# Kindergartenuntersuchung
Die Kindergartenuntersuchung ist eine ärztliche Untersuchung des Entwicklungsstands von Kindern in einer Kindertagesstätte. Zielgruppe sind drei- bis vierjährige Kinder. Alle Kindertagesstätten in Deutschland sind verpflichtet, die Kindergartenuntersuchung anzubieten. Über die Teilnahme des Kindes entscheiden die Eltern beziehungsweise die Sorgeberechtigten. Vorgenommen werden die Untersuchungen durch den Kinder- und Jugendärztlichen Dienst des örtlich zuständigen Gesundheitsamtes.
Die Untersuchung dient vor allem dem frühzeitigen Erkennen gesundheitlicher Einschränkungen und Entwicklungsstörungen, Prüfung des Seh- und Hörvermögens, Beurteilung der sprachlichen Entwicklung, der Grob- und Feinmotorik, sowie der Bestimmung von Größe und Gewicht des Kindes.
Die Rechtsgrundlage ist in den Ländergesetzen geregelt. In Nordrhein-Westfalen erfolgt die Kindergartenuntersuchung auf Grundlage des Gesetzes über den öffentlichen Gesundheitsdienstes des Landes NRW (§ 12 ÖGDG NRW).